# Festival international du film de Toronto 2006
Le Festival international du film de Toronto 2006, 31e édition du festival, s'est déroulé du 7 au 16 septembre 2006.

## Prix
| Prix,                                 | Film                        | Réalisateur                |
| ------------------------------------- | --------------------------- | -------------------------- |
| People's Choice Award                 | Bella                       | Alejandro Gomez Monteverde |
| Discovery Award                       | Reprise                     | Joachim Trier              |
| Best Canadian First Feature Film      | Sur la trace d'Igor Rizzi   | Noël Mitrani               |
| Best Canadian Feature Film            | Manufactured Landscapes     | Jennifer Baichwal          |
| Best Canadian Short Film              | Les Jours                   | Maxime Giroux              |
| FIPRESCI International Critics' Award | La Mort du président        | Gabriel Range              |
| Cultural Innovation Award             | TAKVA - A Man's Fear of God | Özer Kýzýltan              |

## Palmarès

### Galas
- After the Wedding (Danemark/Suède) Susanne Bier
- Amazing Grace (RU/USA) Michael Apted
- Babel (USA) Alejandro González Iñárritu
- Black Book (Pays-Bas) Paul Verhoeven
- Bobby (USA) Emilio Estevez
- Bonneville (USA) Christopher N. Rowley
- Dixie Chicks: Shut Up and Sing (en) (USA) Barbara Kopple, Cecilia Peck
- For Your Consideration (USA) Christopher Guest
- Les Fous du roi (USA) Steven Zaillian
- Infamous (USA) Douglas McGrath
- The Journals of Knud Rasmussen (Canada/Denmark) Zacharias Kunuk, Norman Cohn
- Kabhi Alvida Naa Kehna (Inde) Karan Johar
- La Légende du scorpion noir (Chine) Feng Xiaogang
- Loin d'elle (Canada) Sarah Polley
- Mon meilleur ami (France) Patrice Leconte
- Par effraction (USA) Anthony Minghella
- Penelope (USA/RU/Allemagne) Mark Palansky
- La Planète blanche (Canada/France) Thierry Piantanida, Thierry Ragobert, Jean Lemire
- Une grande année (UK) Ridley Scott
- Volver (Espagne) Pedro Almodóvar

### Présentation spéciale
- Alatriste (Espagne) Agustín Díaz Yanes
- Bernard et Doris (USA) Bob Balaban
- The Bubble (Israël) Eytan Fox
- Das Leben der Anderen (Allemagne) Florian Henckel von Donnersmarck
- Exiled (Hong Kong) Johnnie To
- El Cantante (USA) Leon Ichaso
- The Dog Problem (en) (USA) Scott Caan
- The Fall (Inde/RU/USA) Tarsem Singh
- Fay Grim (USA/Allemagne) Hal Hartley
- La Flûte enchantée (RU) Kenneth Branagh
- The Fountain (USA) Darren Aronofsky
- Hana (Japon) Hirokazu Koreeda
- L'Homme de sa vie (France/Italie) Zabou Breitman
- Jindabyne, Australie (Australie) Ray Lawrence
- Last Kiss (USA) Tony Goldwyn
- Love (et ses petits désastres) (Love and Other Disasters) (France/RU) Alek Keshishian
- Mariage Express (USA) Michael Ian Black
- Mon colonel (France/Algérie/Belgique) Laurent Herbiet
- Seraphim Falls (USA) David Von Ancken
- L'Incroyable Destin de Harold Crick (USA) Marc Forster
- 10 Items or Less (USA) Brad Silberling
- This Is England (RU) Shane Meadows
- Un crime (France) Manuel Pradal
- Venus (RU) Roger Michell
- Vince Vaughn's Wild West Comedy Show (USA) Ari Sandel

### Masters
- Le vent se lève (France/Irlande/RU/Italie/Espagne/Allemagne) Ken Loach
- Le Caïman (Italie) Nanni Moretti
- Laitakaupungin valot (Finlande/Allemagne/France) Aki Kaurismäki
- Optimisti (Serbie)

### Real to Reel
- Blindsight (en) (Royaume-Uni) Lucy Walker
- These Girls (Égypte) Tahani Rached
- Remembering Arthur (en) (Canada) Martin Lavut

### Découverte
- Bliss (Chine) Sheng Zhimin
- Reprise (Norvège) Joachim Trier
- Vanaja (Inde/USA) Rajnesh Domalpalli
- Out of the Blue (Nouvelle-Zélande) Robert Sarkies
- Les Seigneurs de la mer (Sharkwater) (Canada) Rob Stewart

### Visions
- Flandres (France) Bruno Dumont
- Big Bang Love, Juvenile A (Japon) Takashi Miike
- Ten Canoes (Australie) Rolf de Heer
- Taxidermie (Hongrie/Autriche/France) György Pálfi
- Bamako (France/Mali/USA) Abderrahmane Sissako
- Time (Corée du Sud) Kim Ki-duk

### Contemporary World Cinema
- Bella (USA) Alejandro Monteverde
- Buenos Aires 1977 (Argentine) Israel Adrián Caetano
- The Last Winter (USA/Islande) Larry Fessenden
- Red Road (RU) Andrea Arnold
- 12:08 East of Bucharest (Roumanie) Corneliu Porumboiu
- Invisible Waves (Thaïlande/Pays-Bas/Hong Kong) Pen-Ek Ratanaruang
- Pour aller au ciel, il faut mourir (France/Allemagne/Suisse/Russie) Djamshed Usmonov
- Les Paumes blanches (Hongrie) Szabolcs Hajdu
- Eaux troubles (Summer '04) (Allemagne) Stefan Krohmer
- Norway of Life (Norvège) Jens Lien
- Retrieval (Pologne) Slawomir Fabicki
- Slumming (Autriche/Suisse) Michael Glawogger
- Shortbus (USA) John Cameron Mitchell
- Une jeunesse chinoise (Chine/France) Lou Ye
- Copying Beethoven (RU/Hongrie) Agnieszka Holland

### Midnight Madness
Midnight Madness
- Abandonnée (Espagne) Nacho Cerdà
- Borat (USA) Larry Charles
- Black Sheep (Nouvelle-Zélande) Jonathan King
- All the Boys Love Mandy Lane (USA) Jonathan Levine
- Trapped Ashes (USA/Japon/Canada) Joe Dante (Cunningham/Dante/Gaeta/Hellman/Russell)
- The Host (Corée du Sud) Bong Joon-ho
- Severance (RU) Christopher Smith
- Princesse (Danemark) Anders Morgenthaler
- S&Man (en) (USA) JT Petty
- Sheitan (France) Kim Chapiron

### Vanguard
- Macbeth (Australie) Geoffrey Wright
- Chacun sa nuit (France) Pascal Arnold/Jean-Marc Barr
- Le Guerrier de jade (Finlande/Chine/Estonie) Antti-Jussi Annila
- Bunny Chow (Afrique du Sud) John Barker
- Shortbus (USA) John Cameron Mitchell
- Renaissance (France/RU/Luxembourg) Christian Volckman
- Election (Hong Kong) Johnnie To
- Election 2 (Hong Kong) Johnnie To
- Drama/Mex (Mexique) Gerardo Naranjo
- 2:37 (Australie) Murali K. Thalluri
- Suburban Mayhem (Australie) Paul Goldman
- Juste une fois ! (USA) Bobcat Goldthwait

### Canada First!
- Acts of Imagination (Canada) Carolyn Combs
- Cheech (Canada) Patrice Sauvé
- La Coupure (Canada) Jean Châteauvert
- Le Terminus de l'horreur (End of the Line) (Canada) Maurice Devereaux
- Everything's Gone Green (Canada) Paul Fox
- Fido (Canada) Andrew Currie
- Mercy (Canada) Mazdak Taebi
- A Stone's Throw (Canada) Camelia Frieberg
- Sur la trace d'Igor Rizzi (Canada) Noël Mitrani